# Condylostylus polychromus
Condylostylus polychromus är en tvåvingeart som först beskrevs av Jacques-Marie-Frangile Bigot 1890.  Condylostylus polychromus ingår i släktet Condylostylus och familjen styltflugor.
Artens utbredningsområde är Haiti. Inga underarter finns listade i Catalogue of Life.